# Vestvannet
Vestvannet est un petit lac de l'île de Tunøya dans la municipalité de Sarpsborg, dans le comté d'Østfold en Norvège.

## Description
Vestvannet se trouve à côté du cours ouest de Glomma et est un "appendice" de Glomma, endigué par le raet. L'afflux du lac Mingevannet et la sortie vers la rivière Ågårdselva se trouvent tout au nord. Le remplacement de son eau a lieu essentiellement lors du changement dans le débit d'eau de Glomma.
La municipalité de Fredrikstad tire son eau potable de l'Isnesfjord à l'entrée nord de Vestvannet. Le lac est poissonneux.

## Aires protégées
- La Réserve naturelle de Vestvannet se situe sur le bassin sud du lac et la zone de rive est relativement raide et en partie boisée.	La zone est importante pour les oiseaux durant les migrationsd'automne et de printemps[2].